# 元明宗
元明宗和世㻋（藏語：ཀུ་ཤ་ལ།，威利转写：ku sha la；1300年12月22日—1329年8月30日），是元朝第九位皇帝，蒙古帝国第十三位大汗，1329年2月27日至1329年8月30日在位，在位185天。元武宗長子。
他去世后，谥号翼獻景孝皇帝，庙号明宗，蒙古语称忽都篤皇帝。
1340年10月25日，元順帝為元明宗上汉语尊号順天立道睿文智武大聖孝皇帝。

## 生平

摛澡堂四庫全書薈要 （明）宋濂 元史·卷三十一.p151

延祐三年（1316年），元仁宗打破叔侄相传的誓约，立自己儿子硕德八剌为皇太子，将和世㻋徙居云南，导致关陕之变，和世㻋西逃察合台汗国，又引起脱火赤之乱等争乱。
根据《元史》，天曆二年正月丙戌（儒略曆1329年2月27日），和世琜在漠北草原的和宁之北即位，继续延用年号“天曆”，是为元明宗。1329年4月3日，元文宗图帖睦尔派人将皇帝宝玺献给明宗，正式禪讓帝位。5月15日，元明宗正式立图帖睦尔为皇太子（實應為皇太弟）。8月16日，图帖睦尔受皇太子宝。8月25日，元明宗抵达作為中都的王忽察都。8月26日，皇太子图帖睦尔入见，两兄弟会面，元明宗宴请皇太子及诸王、大臣于行殿。但元明宗在四天後旋即身故。
天曆二年八月六日（1329年8月30日），元明宗和世㻋暴卒，有一說他被燕帖木儿毒死，明宗去世时享年28岁。
1329年9月8日，燕帖木儿重新拥戴元文宗復辟，由於當時的年号是天曆，因此史称天曆之变。

## 尊谥庙号
天曆二年十月十三日（1329年11月4日），元文宗为兄長和世㻋上谥号翼獻景孝皇帝，庙号明宗，蒙古文称忽都篤皇帝。
《明宗皇帝谥册文》，内容如下：
臣闻统必有宗，生尝得以致其让；庙必有主，殁思所以尊其名。稽古考文，宜天锡诔。钦惟先皇帝夙秉勇智，惟时元良，体传次之成言，避讴歌而逖出。虽身居绝域，多历于岁年；而义动远人，乐为之先后。德威孔著，未堪大业之艰贞；事变匪常，犹悯生灵而慎动。庶来苏于徯戴，爰勘定以奉迎。已谨清宫，俄虚黄屋，臣民寡祐，永遗惠泽之敷施；天日有临，尚想神明之如在。礼严升祔。诚备显扬。谨遣摄太尉某官某，奉玉册玉宝，上尊谥曰翼献景孝皇帝，庙号明宗。
伏冀睿慈，俯回歆假，克绥丕祚，垂裕无疆。

## 尊号
元明宗的两个儿子元宁宗懿璘质班和元順帝妥懽帖睦尔在1332年9月2日元文宗去世后相继登基称帝。
至元六年十月四日（1340年10月25日），元順帝给元明宗上尊号順天立道睿文智武大聖孝皇帝。

## 家庭
根据《元史》，元明宗的妻子包括以下七人。
妻妾
- 八不沙皇后，受册皇后
- 迈来迪皇后，罕禄鲁氏，1320年去世，1336年，元順帝追封她谥号贞裕徽圣皇后
- 按出罕皇后，1330年1月21日（至順元年正月丁巳），元文宗赐给按出罕鈔幣[7]
- 月魯沙皇后，1330年1月21日（至順元年正月丁巳），元文宗赐给月魯沙鈔幣[7]
- 不顏忽鲁都皇后，1330年1月21日（至順元年正月丁巳），元文宗赐给不顏忽鲁都鈔幣[7]
- 野蘇皇后
- 脫忽思皇后

儿子
- 长子：元順帝妥懽帖睦尔，生母是迈来迪皇后[8]
- 次子：元宁宗懿璘质班，生母是八不沙皇后

女儿
- 昌国公主月鲁，下嫁昌王沙蓝朵儿只
- 明慧貞懿公主不答昔你

## 相關史料
- 《至正条格》，1346年元順帝颁布的元朝第三部法律，现存残本收录1260年—1344年元朝官方颁布的关于法律方面的圣旨条画、律令格例以及司法部门所判案例的汇编，史实多为《元史》所不载。
- 《元史·明宗本紀》 （页面存档备份，存于），明朝官修正史
- 《新元史·明宗本纪》 （页面存档备份，存于），民国官修正史
- 《续资治通鉴》 （页面存档备份，存于），清朝史学家毕沅撰写。
- 《元史类编》，清朝史学家邵远平撰写。
- 《元史新编》，清朝史学家魏源撰写。
- 《元书》，清朝史学家曾廉撰写。
- 《蒙兀儿史记》，清末民初史学家屠寄撰写。

## 評價
- 清朝史学家邵远平《元史类编》的評價是：“册曰：艰艰备尝，人望所属；何嫌何疑，推肝置腹；人心不同，天命反覆；论定千秋，此直彼曲。”[9]

- 清朝史学家曾廉《元书》的評價是：“论曰：昔曹子臧、吴季札，贤者也。其君国子民也宜哉！然而义不受者，非独远情，亦知负飞及光之不厌，其欲将无以善其后也，闇哉明宗！焉有人披衮执玉，穆穆然位乎天位而肯北面俯首为人臣者乎？呜呼！此唐明皇不敢以望肃宗，父子且然，况兄弟哉！文宗盖惧北陲，复有海都、笃哇之流，托名拥戴，其言也顺而为患也。深抑亦私心，窃望周王之效法晋邸也。己则非夷，而以齐期人。不亦难乎？悠悠南行，甘咽其饵，悲夫！”[10]

- 清末民初史学家屠寄《蒙兀儿史记》的評價是：“和世㻋汗年未弱冠，远逊金山，耕牧十有三年。所谓旧劳于外，知民情伪者也。观其论台纲，谕百司，斤斤于先世成宪，是殆有心救弊者乎？然以此言论风采，自曝于风尘道路之间，致令傲弟权相闻而生心，遂有旺兀察都之变。《易》曰：‘君不密，则失臣。’此之谓矣。怀抱盛意，未见设施，惜哉！”[11]

- 民国官修正史《新元史》柯劭忞的評價是：“燕铁木儿立文宗，文宗固让于兄，犹仁宗之奉武宗也。明宗之弑，盖出于燕铁木儿，非文宗之本意。然与闻乎弑，是亦文宗弑之而已。”[12]

## 延伸阅读
[在维基数据编辑]
 《元史/卷031》，出自宋濂《元史》
 《新元史/卷020》，出自柯劭忞《新元史》
 在维基共享资源阅览影像、分类